# Pierre Chabrier
Pour les articles homonymes, voir Chabrier.
Ne doit pas être confondu avec Pierre Chabrié.
Pierre Chabrier, né le 5 juillet 1994 à Tours (Indre-et-Loire), est un vidéaste web français.
De juillet 2017 à décembre 2023, il anime avec Sylvain Levy la chaîne YouTube Vilebrequin qui propose du contenu humoristique et formateur sur le domaine automobile. 
À partir de 2025, il poursuit sa carrière sur sa chaîne YouTube Pierre Chabrier, où il propose toujours du contenu sur l'automobile et de divertissement avant d’y mettre fin en juin 2025.

## Biographie
Pierre Chabrier naît le 5 juillet 1994 à Tours et grandit à Chantilly où il passe son enfance. Plus tard, il déménage à Paris pour suivre des études en école de cinéma, où il décide de créer son entreprise 7NG, avant de la clôturer en 2017. Il s'installe dans le centre Oise, et exerce alors dans le domaine du cinéma en tant que directeur de la photographie. 
Lors d'un covoiturage, Pierre Chabrier rencontre Sylvain Levy, qui partage la passion de l'automobile. En 2017, ils décident de créer la chaîne YouTube Vilebrequin. Après trois années de création de contenu, en 2020, le duo annonce le projet 1000tipla. Parti d'une blague (faisant référence à l'émission Top Gear), Sylvain et Pierre collectent un million d'euros pour réaliser ce projet. La voiture est présentée au Mondial de l'Automobile de Paris 2022.

En décembre 2023, Pierre et Sylvain annoncent l'arrêt de Vilebrequin après 7 ans d'activité et près de 2,5 millions d'abonnés. Plus tard, en 2024, Pierre Chabrier présente avec Sylvain Levy la neuvième saison de l'émission Top Gear France sur RMC Découverte. Au même moment, Pierre Chabrier reprend une activité de vidéaste sur sa chaîne YouTube personnelle « Pierre Chabrier », ainsi que sur Twitch « PereChabrier ». En août 2024, il dévoile la Racebox, un concept de bar-garage, situé à Saint-Maximin dans l'Oise, qui ouvre en janvier 2025. Julien Adao, un associé de Pierre Chabier, indique en quoi consiste la Racebox :

« Il s'agit d'un centre de simulation de sports automobiles. [...] C'est aussi un endroit pour que les passionnés de voitures puissent se retrouver, avoir un lieu pour eux. »

En avril 2025, sa chaîne YouTube compte plus de 400 000 abonnés.
En août 2025, il participe à un évènement organisé par le vidéaste Thierry Vigneau Boiserie.

## Affaires judiciaires

### Port d'arme prohibé
Dans le cadre de Vilebrequin, le duo Pierre Chabrier et Sylvain Levy testent tout un arsenal d’armes à feu sur un Peugeot 807 blindé dans les Ardennes, dans le cadre de la vidéo intitulée « Les vitres blindées, ça marche vraiment ? ». Cependant, la personne désignée comme étant l'encadrant de la session ne détient en réalité aucune autorisation pour organiser cette initiation au tir. Le duo de vidéastes et l'encadrant font l'objet d'une comparution devant le tribunal de Charleville-Mézières, pour port d’arme prohibé pour Sylvain et Pierre, et pour port/transport non autorisé d’arme et organisation d’une séance de tir d’initiation par une personne non autorisée pour l'encadrant.
Le jugement des trois hommes devait avoir lieu le 11 septembre 2023, puis a été repoussé au 18 décembre 2023, un renvoi ayant été demandé par l’un des avocats de la défense,. Sylvain Levy et Pierre Chabrier sont condamnés à 3 000 euros d'amende chacun.

### Arrêt de Vilebrequin
Le 15 août 2024, il publie une vidéo intitulée « La vérité sur Vilebrequin et le 1000tipla », dans laquelle il revient sur les raisons de la fin de la chaîne YouTube, le comportement de Sylvain Levy à l'encontre de ses collaborateurs, ainsi que le devenir du 1000tipla,,. Il explique également avoir engagé des poursuites judiciaires à l'encontre de son ancien collaborateur, lui reprochant d'avoir racheté le 1000tipla sans son accord et de se l'être accaparé,. De plus, d'après Pierre, le prix d'achat est bien inférieur au prix réel du véhicule. Le lendemain, Sylvain Levy publie une réponse sur les réseaux sociaux, où il dément les accusations de Pierre Chabrier, regrettant dans le même temps un « conflit stérile »,,. Sylvain Levy explique avoir acheté le 1000tipla afin de « le faire rouler » tandis que l'objectif de Pierre Chabrier « était d'en faire un objet statique et de l'utiliser comme objet promotionnel ». Après la mise en ligne de la vidéo, il gagne plus de 150 000 abonnés sur la plateforme.  
Cette version est remise en cause par une vidéo postée par Sylvain le 9 janvier 2025, où les différentes affirmations de Pierre sont contre-argumentées par son ancien associé, qui s’appuie sur des courriers et images d’archives, en plus d'apporter de nouvelles accusations, notamment d'avoir récupéré l'argent du compte bancaire de l'entreprise derrière Vilebrequin, son comportement avec les équipes sur le tournage de Top Gear France, de multiples infidélités et d'avoir, lors de sa vidéo, utilisé des cristaux de menthe pour obtenir de fausses larmes et ainsi apitoyer son auditoire. Pierre déclare cependant de son côté vouloir « laisser la justice suivre son cours ».  
Le 22 février 2025, Pierre Chabrier sort une vidéo intitulée La Véritable histoire du Comte de menthe et cristaux, un court-métrage de fiction parodiant les différentes accusations faites par Sylvain,.
Le 20 juin 2025, il sort une vidéo de 58 minutes intitulée "A+ YouTube (et les PREUVES que vous attendiez)", dans laquelle il revient sur les différentes dissensions de l'ex-duo et insiste sur le cyber-harcèlement qu'il a subi à la suite de la publication de la réponse de Sylvain. Il annonce également la fin de sa carrière YouTube.